# CBS 매거진
CBS 매거진은 대한민국의 방송국 기독교광주방송의 라디오 채널 광주CBS 표준FM에서 평일 오후 4시 30분부터 오후 5시 30분까지 정정섭 앵커가 진행하는 라디오 시사 프로그램이다.

## 같이 보기
- 광주CBS 표준FM
- 기독교광주방송